# たけしの斎藤寝具店
『たけしの斎藤寝具店』は、2002年10月11日（10日深夜）から2004年3月19日（18日深夜）までフジテレビで放送されていた、世界各国の文化を扱う内容のクイズバラエティ番組である。番組名は「sightseeing 10days」（サイトシーイング10デイズ：「10日間の観光」を意味する英語）をもじったもの。司会を担当したビートたけしの親友でもある島田洋七の漫才のネタで斎藤寝具店というのがある。

## 番組概要
日本で生活している外国人をゲストに呼び、そのゲストがどこの国の出身であるかという事を当てるクイズと、ゲストがゲームに挑戦し賞金の獲得を目指すコーナーの二部構成。
クイズは第8回までは1人のゲスト外国人の出身国のヒントを聞き、解答者たちがスタジオ床面に敷き詰められた世界地図の国の所に立ち国名を答える形式だったが、第9回からは解答者は着席形式でゲスト外国人は2人となりクイズが2問、出身国のヒントを聞いた後にボタンを押して答える早押しクイズとなった。丁度この頃に店長役のビートたけし（北野武）は自ら主演・監督を務めた映画『座頭市』の撮影準備段階に入ったため、髪を短くし金髪となったため突然のイメージチェンジに驚いた人が多かった。たけしは映画の前から少しイメージを定着させる必要があると考えたため、早くから金髪にしてテレビ出演しておこうとの意向で「見る人が新しいたけしイメージに慣れてくれるように、新しいアイデンティティーにすっと入っていけるように」という意図であったが、映画終了後も10年以上この髪型のまま活動し続けている。
オープニングテーマは三波春夫の「世界の国からこんにちは」を一部のみ使用。
後提供や番組初期の頃の正解発表前には「We Are The World」が使用されていた。
t.A.T.u.のリェーナ・カーチナがゲスト出演したことがある（2003年12月18日放送）。
番組は1年半で65回放送された。同じ1年半の放送期間である前々番組『北野富士』に比べ10回程放送回数が少ないのは、改編期特別番組や緊急報道番組（主にイラク戦争関連）等で放送休止があった為である。
前番組『足立区のたけし、世界の北野』までは単体枠だったが、当番組から『たけしのコマ大数学科』の中期までは『チャンネル北野枠』として放送されていた。そのため前番組まではフジテレビとイーストの共同制作だったが、当番組からは制作協力がイースト、制作著作管理がフジテレビとCOMPASS（オフィス北野とイーストの共同出資関連企業）となった。また今までフジテレビのビートたけし深夜枠にはアナウンサーは単発出演のみであったが、当番組では佐々木恭子がたけしと共に司会としてレギュラー出演した。引きかえ『北野ファンクラブ』からずっと出演し続けていた高田文夫とガダルカナル・タカ、ダンカン、つまみ枝豆、グレート義太夫、井手らっきょは当番組には全く出演していない（ダンカンのみ構成作家として番組に参加）。
また前番組の「北野まんぐり講座」では大人のゲームが中心でセクシータレントがブラジャーを外してバストトップを露出させたり最初から脱衣した状態で登場するのが普通であったのに対し、本番組ではそういったお色気要素が全て排された。

### クイズコーナー
在日の外国人をゲストとして招き、ゲストの出身国の様々なデータ（貿易、特産物など）や文化・習慣などをヒントとして順に提示されるので、解答者は第9回以降は早押しで答える。クイズの正解者には、ゲストの出身国の紙幣が贈られた（早押しクイズ形式になり数回後から。ただし、日本円換算すると数円から数百円程度）。なお、ヒントが全て提示される前に正解が出た場合は、「リバースクイズ」と題して、提示される予定だった残りのヒントの内容を当てさせた。また外国人ゲストに対して失礼な発言や、つまらないギャグ、あまりにもひどい答えを言った解答者は、たけし店長の裁量で待機している若手芸人と交替させられるというルールもあった。
ヒントには「店長チャンス」と言うたけしによるヒントや、駄洒落のヒントもあった。

### ゲームコーナー
コーナー名は「銭日本（ぜににっぽん）お遊戯マスターズ」（初期の途中からこのコーナーが出来た）。ゲストの外国人が、日本ならではの物を使用した簡単なゲームに挑戦する（ただし、後期は「日本ならではの物を使用する」というコンセプトは薄くなった）。ゲームは毎回数種類用意されており、難易度に応じて賞金額が設定されており、成功すれば賞金が貰えた。
ゲームの例
- 羊羹や野菜などを指定された重さに切る。
- ゲストがジェスチャーで解答者にお題を当てさせる、ジェスチャークイズ。
- 長机の上にトイレットペーパーを敷き、片方の端に物（金魚鉢など）を乗せる。ゲストは、もう片方の端からトイレットペーパーを引き、ペーパーが破れずに引っ張れれば成功。

など多数
100万円ボウリング
賞金100万円のゲームは毎回ボウリングの球を使うものであった。ただしどう考えても無理なものばかりでルールも適当だった（ゲストで挑戦した者は0人）。例えば以下のようなものがあった。
- ボウリングけん玉。（見本で吉田プロデューサーがやろうとしたが、重すぎて手がプルプル震えていた）
- ボウリングの球でアメリカンクラッカーをする。
- ボウリングの球を渋谷まで投げ飛ばす。（番組収録が渋谷ビデオスタジオなので、渋谷の街中まで投げ飛ばすという事）
- ボウリング球の皮をむく。

## 出演者
司会
- ビートたけし（店長という設定）
- 佐々木恭子（フジテレビアナウンサー）

解答者
- そのまんま東（現在は本名の東国原英夫。解答席で着席形式になってしばらくしてから、毎回総理大臣やドリフ大爆笑で高木ブー扮する雷様、外国人や鉄拳、マトリックスのキアヌ・リーブスなどの衣装を身にまといメイクをして登場するが店長のたけしに相手にされないのがお約束の流れになっている）
- ラッシャー板前
- 福岡サヤカ
- ジョーダンズ（山崎まさや、当時 三又忠久 現：三又又三）

若手応援席（解答者があまりにも酷い答えを言った時に入れ替わるたけし軍団の若手）
- 〆さばアタル・ヒカル ※若手席にいたが芸歴はジョーダンズよりも長い
- 北京ゲンジ（お宮の松、無法松）
- ブラック・ボックス（当時 前大輔 → ルビー浅丘モレロ 現:やくみつゆ、赤P-MAN）
- スピーク☆イージー（ガンビーノ小林、アル北郷）

## スタッフ
- エンディングテーマ：「Nah Nah Nah」Annette Brissett
- エンディングアニメ映像：小林陽明
- 編成：熊谷剛[注 4]（フジテレビ・中期まで）→ 大辻健一郎[注 5]（フジテレビ・後期）
- 構成：安達元一、竹内きよのり（Kiyono☆LEE名義でイラストも担当）、斉藤タカシ ／ ダンカン（当番組は出演せず構成のみ）
- TP：中村彰
- TD：松嶋賢一
- カメラ：川崎昭
- 照明：木幡和弘（東新）
- 音声：竹山裕隆
- VE：松田年世、吉田崇（週替わり）
- VTR：今村信男
- 音響効果：有馬克己
- EED：関口晴央（毎回）、木村有宏（中期以降毎回）
- MA：植木俊彦
- TK：江藤香織
- 美術プロデューサー：丸山覚
- 美術デザイン：坂根洋子
- 美術制作：高松浩則（中期まで）→ 矢部香苗（後期）
- 美術進行：沢辺晃義（中期まで）→ 東山浩美（後期）
- 装置：鈴木匡人
- 特殊道具：白鳥保夫
- 衣裳：高野知子
- メイク：玉田秋恵
- 収録スタジオ：渋谷ビデオスタジオ
- 技術協力：ビデオスタッフ、テレテックメディアパーク、スカイウォーカー
- 美術協力：アックス
- 音楽協力：小池秀彦（ビクターエンタテインメント）
- 協力：オフィス北野
- プロデューサー：吉田宏（イースト）、梅本満（イースト・末期は梅本覇留 表記）／ 原田冬彦（フジテレビ）
- 演出：菊池計理（初回から中期まで毎回）、栖川一郎（中期のみ）→ 藤保修一（後期）
- 制作協力：イースト
- 制作：フジテレビ、COMPASS

## 放送時間
どちらもフジテレビの時間帯とする（出典：）。
| 放送期間   | 放送期間   | 放送時間（日本時間）               | 備考     |
| ---------- | ---------- | ---------------------------------- | -------- |
| 2002.10.11 | 2003.03.21 | 金曜 1:10 - 1:40（30分、木曜深夜） | [ 注 6 ] |
| 2003.04.11 | 2004.03.19 | 金曜 1:05 - 1:35（30分、木曜深夜） | [ 注 7 ] |

## ネット局
- フジテレビ（制作局）
- 秋田テレビ
- さくらんぼテレビ
- 北海道文化放送
- 新潟総合テレビ
- 石川テレビ
- 東海テレビ
- 岡山放送
- テレビ西日本
- テレビ愛媛
- 鹿児島テレビ
- 沖縄テレビ